# آنالنا بربوک
آنالنا شارلوت آلما بِربوک (آلمانی:Annalena Baerbock
؛ تلفظ [anaːˌleːnaː ˈbɛːɐ̯ˌbɔk] ()؛ متولد ۱۵ دسامبر ۱۹۸۰) سیاستمداری آلمانی است که از سال ۲۰۲۱ وزیر امور خارجه آلمان است. او از ۲۰۱۸ به‌طور مشترک با روبرت هابک رهبری حزب سبز (اتحاد ۹۰ / سبزها) آلمان را برعهده دارند
. از انتخابات فدرال ۲۰۱۳، وی همچنین کرسی نمایندگی براندنبورگ در بوندستاگ را در اختیار داشت.

## اوایل زندگی و حرفه
بربوک در اصل از ایالت نیدرزاکسن در شمال غربی آلمان است.
از سال ۲۰۰۰ تا ۲۰۰۴، بربوک در دانشگاه هامبورگ در رشته علوم سیاسی و حقوق عمومی تحصیل کرد. در سال ۲۰۰۵، وی در رشته حقوق بین‌الملل عمومی از دانشکده اقتصاد لندن (LSE) فارغ‌التحصیل شد. در سال ۲۰۰۵، وی یک دوره کارآموزی را در انستیتوی حقوق بین‌الملل و مقایسه بین‌المللی (BIICL) به پایان رساند.
از ۲۰۰۵ تا ۲۰۰۸، بربوک در دفتر الیزابت شرودتر در پارلمان اروپا کار می‌کرد. وی بین سالهای ۲۰۰۸ و ۲۰۰۹ به عنوان مشاور در سیاست‌های خارجی و امنیتی برای گروه پارلمانی حزب سبزها در بوندستاگ کار می‌کرد.

## زندگی سیاسی
بربوک در سال ۲۰۰۵ به عضویت اتحاد ۹۰ / سبزها درآمد. در اکتبر ۲۰۰۸، وی به عضویت هیئت اجرایی گروه ایالتی حزب خود در براندنبورگ انتخاب شد و سال بعد به مقام ریاست هیئت مدیره رسید، دفتری که تا سال ۲۰۱۳ در آن اداره بود. وی از سال ۲۰۰۹ تا ۲۰۱۲ نیز عضو هیئت اجرایی حزب سبزهای اروپا بود.
عضو پارلمان، ۲۰۱۳ تا کنون
در سال ۲۰۰۹، بربوک ناموفق برای حضور در لیست انتخاباتی حزب خود برای انتخابات فدرال نامزد شد. در سال ۲۰۱۳، وی کاندیدای حزب سبز در حوزه انتخابیه پوتسدام - پوتسدام - میتلمارک دوم - تلوتو-فلومینگ دوم و همچنین حصول اطمینان از جایگاه نخست در لیست انتخاباتی حزب برای ایالت براندنبورگ بود. وی از طریق لیست انتخاباتی به عضویت بوندستاگ درآمد.
در اولین دوره ریاست جمهوری، بربوک عضو کمیته امور اقتصادی و انرژی و همچنین کمیته امور اروپا بود. وی در گروه پارلمانی خود به عنوان سخنران سیاست اقلیم فعالیت کرد. در مقام دوم، وی در کنفرانس‌های تغییر اقلیم سازمان ملل در ورشو (۲۰۱۳)، لیما (۲۰۱۴)، پاریس (۲۰۱۵) و مراکش (۲۰۱۶) شرکت کرد.
بربوک علاوه بر وظایف کمیته خود، به عنوان معاون رئیس حلقه دوستان پارلمانی برلین و تایپه نیز فعالیت کرده‌است.
برای انتخابات سال ۲۰۱۷، بربوک با حفظ کرسی خود در پارلمان مجدداً کاندیدای اصلی ایالت براندنبورگ بود. پس از انتخابات، او به عنوان حزب سبز وارد مذاکرات (ناموفق) ائتلاف با CDU / CSU و FDP در تیم مذاکره کننده حزب خود بود. [۲] وی از آن زمان عضو کمیته خانواده‌ها، سالمندان، زنان و جوانان بوده‌است.
رئیس مشترک حزب سبز، ۲۰۱۸-اکنون
در ۲۷ ژانویه ۲۰۱۸ در کنوانسیون ملی حزب سبز در زادگاه خود در هانوفر، بربوک به عنوان یکی از دو رئیس برابر حزب خود در سطح فدرال انتخاب شد که رابرت هابک نیز به او پیوست. وی ۶۴ درصد آرا را به دست آورد، که بیشتر از رقیب خود آنجا پیل است. در یک کنگره مهمانی سال ۲۰۱۹، وی با ۹۷٫۱ درصد مجدداً انتخاب شد که بالاترین نتیجه برای رئیس حزب است.

### نامزد صدارت اعظمی
در روز ۱۹ آوریل ۲۰۲۱، بربوک و هابک اعلام کردن که هیئت فدرال حزب سبز آلمان آنالنا بربوک را به عنوان گزینه خود برای صدارت‌عظمای آلمان از حزب سبز در انتخابات فدرال ۲۰۲۱ پیشنهاد کرده‌است. با این حال این پیشنهاد باید در کنگره حزبی که بین ۱۱ تا ۱۳ ژوئن ۲۰۲۱ برگزار می‌شود نیز تأیید شود. در صورت انتخاب، بربوک دومین زن و جوان‌ترین صدراعظم در تاریخ آلمان خواهد بود.

## مواضع سیاسی

### سیاست خارجی
بربوک در زمینه دفاع میانه‌گرا قلمداد می‌شود و بر سیاست خارجی مشترک قوی تر اتحادیه اروپا، مخصوصاً علیه روسیه و چین اصرار ورزیده. او خواهان یک سیاست خارجی پسا صلح طلبانه شده، که گام‌هایی را برای یک ارتش اروپایی تحت نظارت پارلمان اروپا خواستار شده و گام‌هایی را برای هسته ای زدایی آلمان در مشورت با همپیمانان طرح کرده‌است. او از گسترش ناتو به سوی شرق و همکاری با ایالات متحده آمریکا حمایت می‌کند. در نوامبر ۲۰۲۰, او گفت: «اروپا سالها حول خود دور زده‌است، دولت ترامپ پشت خود را به جهان کرده‌است. دولت‌های اقتدارگرا شکافی که ظهور کرد را پر کردند. این باعث شد روسیه و ترکیه در محله ما فعال شوند و اتحادیه اروپا مانند مورد جنگ ناگورنو قره‌باغ (۲۰۲۰), رها شود.» در دسامبر ۲۰۲۱, بربوک در رابطه با دیگر دمکراسی‌های اروپایی و شرکای ناتو یک سیاست خارجی ارزش بنیان را پیشنهاد کرد.
به نظر می‌رسد بربوک در پاسخ به بحران ۲۰۲۱ اسرائیل و فلسطین موضعی حامی اسرائیل اتخاذ کرده‌است. او تعداد قطعنامه‌های سازمان ملل که از اسرائیل انتقاد می‌کنند را «در مقایسه با قطعنامه‌ها علیه دیگر کشورها عجیب» دانست.

## فعالیت‌های دیگر
- عضو شورای اروپا در روابط خارجی (ECFR)، (از سال ۲۰۲۰)[۱۸]
- عضو هیئت امنای بنیاد لئو[۱۹]
- عضو عفو بین‌الملل
- عضو فدراسیون آلمان برای حفاظت از محیط زیست و طبیعت (BUND)

## زندگی شخصی
بربوک متأهل و دارای دو دختر است. این خانواده در پوتسدام مرکز ایالت براندنبورگ آلمان زندگی می‌کنند.